# DM World Tour
DM World Tour é a terceira turnê mundial da atriz, cantora e compositora mexicana Dulce María em carreira solo, visando promover o seu terceiro álbum de estúdio, DM (2017). A turnê começou no dia 24 de março de 2017 no México com o show no Teatro Metropolitan localizado na Cidade do México e terminou no dia 8 de julho de 2017 em Madrid, Espanha.

## Antecedentes
Em maio de 2016 a produtora W+ Entertainment divulgou que Dulce María retornaria ao Brasil para a "Dulce María World Tour" com shows marcados em quatro capitais: São Paulo no dia 10 de novembro, Rio de Janeiro em 13 de novembro, Curitiba, 16 de novembro, e Porto Alegre no dia 18 de novembro.
Porém, após sua gravadora adiar o lançamento do novo álbum para 2017, a equipe responsável pela organização dos eventos resolveu remarcar os shows para abril do mesmo ano.
“Vocês pediram e prezando por um melhor planejamento dos shows, lançamento do novo CD, repertório, produção e etc… a Dulce Maria World Tour, que aconteceria em novembro desse ano, será reagendada para abril de 2017. Os espetáculos irão acontecer nas mesmas casas de shows e quem já adquiriu seu ingresso não precisa se preocupar, pois o mesmo será válido para essas novas datas”, dizia o comunicado.
As novas datas foram: Rio de Janeiro (02/04), no Sacadura 154;  Curitiba (05/04), na Ópera de Arame; Porto Alegre (07/04), no Opinião; São Paulo (09/04), no Áudio Club.
Em novembro de 2016, Dulce anunciou um show no Teatro Metropolitan como inicio da tour e apresentação do novo disco.
Para promover a tour no Brasil, a cantora passou por diversos programas brasileiros, como Altas Horas e The Noite com Danilo Gentili.

## Recepção da crítica
A emissora brasileira SBT em sua página na internet afirmou que Dulce Maria abriu sua turnê no Brasil com o pé direito, disse que houve troca de figurino, música antiga e música do RBD e finaliza dizendo que foi incrível e encantou os fãs. A revista Caras comentou que Dulce levou todo seu lado pop e sensual para o palco, além de mostrar seu carinho pelo Brasil com a bandeira do país no palco. A revista Quem também comentou sobre Dulce mostrar seu amor ao País com uma bandeira do Brasil e elogiou sua boa forma e como animou o público.
O site brasileiro "LatinPop Brasil" comentou que a DM World Tour no Brasil começou em grande estilo, que Dulce Maria subiu ao palco visivelmente emocionada para mostrar seu novo show ao público brasileiro e finaliza que a nova etapa da cantora começou a ser vista no vestuário, pois a cantora se apresentou sexy como nunca e levou a plateia ao delírio. o site "Pop Cultura" elogiou a simpatia de Dulce, pois ela interagia o tempo todo com o público e afirma que Dulce fez um show mais que especial.

## Participações especiais
- Sebastián Yatra (24 de março de 2017 - Durante "Antes que ver el sol")[19]
- Christian Chávez (24 de março de 2017 - Durante "Dos Enamorados" e "Medley RBD")[2]
- Blanca Ireri (3 e 5 de abril de 2017 - Durante "Te Quedarás")
- Sofia Oliveira (5 e 9 de abril de 2017 - Durante "Antes que ver el sol")[20]

## Repertório
1. "O Lo Haces Tú O Lo Hago Yo"
2. "Invencible"
3. "Al Otro Lado De La Lluvia"
4. "Corazón Confidente" / "Entre Azul" / "Buenas Noches"
5. "Luna" / "Pensando en Ti" / "Vacaciones" / "Lo Intentaré"
6. "Ingenua"
7. "Antes Que Ver El Sol"
8. "Presentimiento"
9. "Te Daría Todo" / "Déjame Ser" / "Más Tuya Que Mía" / "Dejarte de Amar"
10. "Tal Vez En Roma"
11. "Lágrimas"
12. "Un Minuto Sin Dolor"
13. "Cicatrices"
14. "No Sé Llorar"
15. "Te Quedarás"
16. "Dos Enamorados"
17. "Inalcanzable" / "Aún Hay Algo" / "Un Poco de Tu Amor" / "Solo Quédate en Silencio" / "Trás de Mí"
18. "Rompecorazones"
19. "Ya No"
20. "Hoy Te Entierro"
21. "No Pares"
22. "Volvamos"
23. "Inevitable"

- O medley com "Corazón Confidente", "Entre Azul" e "Buenas Noches" e a canção "Dos Enamorados", presente no último medley, foram cantadas apenas no show do dia 24 se março realizado na Cidade do México.
- As canções "Un Poco de Tu Amor" e "Solo Quédate en Silencio" foram excluídas do setlist da etapa brasileira.
- A canção "Hoy Te Entierro" foi adicionada à tour na etapa brasileira, ficando de fora somente no show do dia 24 de março na Cidade do México.
- A versão a capella de "Fuego" foi cantada nas cidades de Porto Alegre e São Paulo, após ser pedida pelos fãs.[6][7]

## Datas
| Data                    | Cidade               | País     | Local                                      |          |
| Pré-tour                | Pré-tour             | Pré-tour | Pré-tour                                   | Pré-tour |
| ----------------------- | -------------------- | -------- | ------------------------------------------ | -------- |
| 28 de janeiro de 2017   | Ciudad de México     | México   | Auditorio Nacional                         |          |
| 9 de fevereiro de 2017  | Monterrey            | México   | La Fontana Eventos                         |          |
| 18 de fevereiro de 2017 | Jalostotitlán        | México   | Plaza de Toros Fermín Espinosa "Armillita" |          |
| DM World Tour           |                      |          |                                            |          |
| 24 de março de 2017     | Ciudad de México     | México   | Teatro Metropolitan                        |          |
| 2 de abril de 2017      | Rio de Janeiro       | Brasil   | Sacadura 154                               |          |
| 5 de abril de 2017      | Curitiba             | Brasil   | Ópera de Arame                             |          |
| 7 de abril de 2017      | Porto Alegre         | Brasil   | Opinião                                    |          |
| 9 de abril de 2017      | São Paulo            | Brasil   | Áudio Club                                 |          |
| 29 de abril de 2017     | Acapulco             | México   | Galerías Diana                             |          |
| 30 de abril de 2017     | Ciudad de México     | México   | Patio Universidad                          |          |
| 3 de maio de 2017       | San Luis Potosí      | México   | Los Maderos de San Juan                    |          |
| 6 de maio de 2017       | Coatzacoalcos        | México   | Patio Coatzacoalcos                        |          |
| 7 de maio de 2017       | Poza Rica            | México   | Gran Patio Poza Rica                       |          |
| 19 de maio de 2017      | Pachuca              | México   | Velvet                                     |          |
| 20 de maio de 2017      | Tlaxcala             | México   | Gran Patio Tlaxcala                        |          |
| 3 de junho de 2017      | Pachuca              | México   | Gran Patio Pachuca                         |          |
| 10 de junho de 2017     | Ecatepec             | México   | Gran Patio Ecatepec                        |          |
| 14 de junho de 2017     | Ciudad de México     | México   | Barezzito Polanco                          |          |
| 16 de junho de 2017     | Martínez de la Torre | México   | Teatro del Pueblo                          |          |
| 17 de junho de 2017     | Querétaro            | México   | Patio Querétaro                            |          |
| 23 de junho de 2017     | Ciudad de México     | México   | Patio Revolución                           |          |
| 8 de julho de 2017      | Madrid               | Espanha  | Sala TAF                                   |          |